# Stretto dell'Ammiragliato
Lo stretto dell'Ammiragliato è uno stretto che si snoda in direzione nordest-sudovest dividendo l'isola di James Ross, a ovest, dalle isole Snow Hill e Seymour, davanti alla costa orientale della penisola Trinity, l'estremità settentrionale della Terra di Graham, in Antartide.

## Geografia
Lo stretto si estende per circa 55 km mentre la sua larghezza varia dai 20 km, all'altezza della baia di Markham, ai 5 km nella parte sudoccidentale. Nelle sue acque si gettano diversi ghiacciai, tra cui l'Howarth.
Presso la sua estremità nordorientale, dove lo stretto si connette al golfo Erebus e Terror, è presente l'isola Cockburn, mentre alla sua estremità sudoccidentale è situata l'isola Lockyer. Sia su queste due isole che sulle altre che costeggiano lo stretto sono stati rinvenuti moltissimi fossili, sia animali che vegetali, risalenti al Cretacico e al Cenozoico.

## Storia
La parte nordorientale dello stretto fu esplorata durante la spedizione britannica comandata da James Clark Ross e svoltasi nel 1842-43. Proprio Ross, scambiandola per un'insenatura, la ribattezzò insenatura dell'Ammiragliato in onore dell'Ammiragliato britannico. La natura di stretto di questa formazione fu chiarita soltanto nel corso della Spedizione Antartica Svedese, condotta dal 1901 al 1904 al comando di Otto Nordenskjöld.